# Tour de Romandie 2018
72. edycja wyścigu kolarskiego Tour de Romandie odbyła się w dniach 24–29 kwietnia 2018 roku. Liczyła sześć etapów, o łącznym dystansie 685,4 km. Wyścig zaliczany był do rankingu światowego UCI World Tour.

## Uczestnicy
Na starcie wyścigu stanęło 19 ekip. Wśród nich znalazło się wszystkie osiemnaście ekip UCI World Tour oraz jedna zaproszona przez organizatorów.
| Numery | Kod | Drużyna           |
| ------ | --- | ----------------- |
| 1-7    | BMC | BMC Racing Team   |
| 11-17  | QST | Quick-Step Floors |
| 21-27  | MTS | Mitchelton-Scott  |
| 31-37  | BOH | Bora-Hansgrohe    |
| 41-47  | MOV | Movistar Team     |
| 51-57  | TBM | Bahrain-Merida    |
| 61-67  | LTS | Lotto Soudal      |
| 71-77  | AST | Astana Pro Team   |
| 81-87  | ALM | Ag2r-La Mondiale  |
| 91-97  | SKY | Team Sky          |

| Numery  | Kod | Drużyna                   |
| ------- | --- | ------------------------- |
| 101-107 | TFS | Trek-Segafredo            |
| 111-117 | EFD | EF Education First–Drapac |
| 121-127 | TLJ | Team LottoNL-Jumbo        |
| 131-137 | SUN | Team Sunweb               |
| 141-147 | UAE | UAE Team Emirates         |
| 151-157 | GFC | Groupama–FDJ              |
| 161-167 | DDD | Dimension Data            |
| 171-177 | KAT | Team Katusha-Alpecin      |
| 181-187 | WGG | Wanty-Groupe Gobert       |

## Etapy
| Etap   | Data        | Start – Meta                 | km    | Typ         | Zwycięzca etapu  | Lider            |
| ------ | ----------- | ---------------------------- | ----- | ----------- | ---------------- | ---------------- |
| Prolog | 24 kwietnia | Fryburg                      | 4     | ITT         | Michael Matthews | Michael Matthews |
| 1.     | 25 kwietnia | Fryburg – Delémont           | 166,6 | Pagórkowaty | Omar Fraile      | Primož Roglič    |
| 2.     | 26 kwietnia | Delémont – Yverdon-les-Bains | 173,9 | Pagórkowaty | Thomas De Gendt  | Primož Roglič    |
| 3.     | 27 kwietnia | Ollon – Villars-sur-Ollon    | 9,9   | ITT         | Egan Bernal      | Primož Roglič    |
| 4.     | 28 kwietnia | Sion – Sion                  | 149,2 | Górski      | Jakob Fuglsang   | Primož Roglič    |
| 5.     | 29 kwietnia | Mont-sur-Rolle – Genewa      | 181,8 | Pagórkowaty | Pascal Ackermann | Primož Roglič    |

### Prolog - 24.04: Fryburg, 4 km
| #   | Zawodnik         | Zespół | Czas   |
| --- | ---------------- | ------ | ------ |
| 1.  | Michael Matthews | SUN    | 5' 33" |
| 2.  | Tom Bohli        | BMC    | + 1"   |
| 3.  | Primož Roglič    | TLJ    | + 1"   |
|     |                  |        |        |
| 42. | Paweł Poljański  | BOH    | + 22"  |

| #   | Zawodnik         | Zespół | Czas   |
| --- | ---------------- | ------ | ------ |
| 1.  | Michael Matthews | SUN    | 5' 33" |
| 2.  | Tom Bohli        | BMC    | + 1"   |
| 3.  | Primož Roglič    | TLJ    | + 1"   |
|     |                  |        |        |
| 42. | Paweł Poljański  | BOH    | + 22"  |

### Etap 1 - 25.04: Fryburg - Delémont, 166,6 km
| #   | Zawodnik        | Zespół | Czas       |
| --- | --------------- | ------ | ---------- |
| 1.  | Omar Fraile     | AST    | 4h 03' 42" |
| 2.  | Sonny Colbrelli | TBM    | + 0"       |
| 3.  | Rui Costa       | UAE    | + 0"       |
|     |                 |        |            |
| 76. | Paweł Poljański | BOH    | + 5' 00"   |

| #   | Zawodnik        | Zespół | Czas       |
| --- | --------------- | ------ | ---------- |
| 1.  | Primož Roglič   | TLJ    | 4h 09' 16" |
| 2.  | Rohan Dennis    | BMC    | + 0"       |
| 3.  | Geraint Thomas  | SKY    | + 4"       |
|     |                 |        |            |
| 76. | Paweł Poljański | BOH    | + 5' 21"   |

### Etap 2 - 26.04: Delémont - Yverdon-les-Bains, 173,9 km
| #   | Zawodnik        | Zespół | Czas       |
| --- | --------------- | ------ | ---------- |
| 1.  | Thomas De Gendt | LTS    | 4h 03' 05" |
| 2.  | Sonny Colbrelli | TBM    | + 2' 04"   |
| 3.  | Samuel Dumoulin | ALM    | + 2' 04"   |
|     |                 |        |            |
| 44. | Paweł Poljański | BOH    | + 2' 04"   |

| #   | Zawodnik        | Zespół | Czas       |
| --- | --------------- | ------ | ---------- |
| 1.  | Primož Roglič   | TLJ    | 8h 14' 25" |
| 2.  | Rohan Dennis    | BMC    | + 0"       |
| 3.  | Geraint Thomas  | SKY    | + 4"       |
|     |                 |        |            |
| 72. | Paweł Poljański | BOH    | + 5' 21"   |

### Etap 3 - 27.04: Ollon - Villars-sur-Ollon, 9,9 km
| #   | Zawodnik        | Zespół | Czas     |
| --- | --------------- | ------ | -------- |
| 1.  | Egan Bernal     | SKY    | 25' 10"  |
| 2.  | Primož Roglič   | TLJ    | + 4"     |
| 3.  | Richie Porte    | BMC    | + 18"    |
|     |                 |        |          |
| 65. | Paweł Poljański | BOH    | + 4' 17" |

| #   | Zawodnik        | Zespół | Czas       |
| --- | --------------- | ------ | ---------- |
| 1.  | Primož Roglič   | TLJ    | 8h 39' 39" |
| 2.  | Egan Bernal     | SKY    | + 6"       |
| 3.  | Richie Porte    | BMC    | + 27"      |
|     |                 |        |            |
| 74. | Paweł Poljański | BOH    | + 9' 34"   |

### Etap 4 - 28.04: Sion – Sion, 149,2 km
| #   | Zawodnik        | Zespół | Czas       |
| --- | --------------- | ------ | ---------- |
| 1.  | Jakob Fuglsang  | AST    | 4h 18' 48" |
| 2.  | Primož Roglič   | TLJ    | + 48"      |
| 3.  | Egan Bernal     | SKY    | + 48"      |
|     |                 |        |            |
| 45. | Paweł Poljański | BOH    | + 10' 14"  |

| #   | Zawodnik        | Zespół | Czas        |
| --- | --------------- | ------ | ----------- |
| 1.  | Primož Roglič   | TLJ    | 12h 59' 09" |
| 2.  | Egan Bernal     | SKY    | + 8"        |
| 3.  | Richie Porte    | BMC    | + 35"       |
|     |                 |        |             |
| 55. | Paweł Poljański | BOH    | + 19' 06"   |

### Etap 5 - 29.04: Mont-sur-Rolle - Genewa, 181,8 km
| #   | Zawodnik         | Zespół | Czas       |
| --- | ---------------- | ------ | ---------- |
| 1.  | Pascal Ackermann | BOH    | 4h 09' 51" |
| 2.  | Michael Mørkøv   | QST    | + 0"       |
| 3.  | Roberto Ferrari  | UAE    | + 0"       |
|     |                  |        |            |
| 79. | Paweł Poljański  | BOH    | + 0"       |

| #   | Zawodnik        | Zespół | Czas        |
| --- | --------------- | ------ | ----------- |
| 1.  | Primož Roglič   | TLJ    | 17h 09' 00" |
| 2.  | Egan Bernal     | SKY    | + 8"        |
| 3.  | Richie Porte    | BMC    | + 35"       |
|     |                 |        |             |
| 55. | Paweł Poljański | BOH    | + 19' 06"   |

## Liderzy klasyfikacji po etapach
| Etap                 | Zwycięzca            | Klasyfikacja generalna | Klasyfikacja punktowa | Klasyfikacja górska | Klasyfikacja młodzieżowa | Klasyfikacja drużynowa |
| -------------------- | -------------------- | ---------------------- | --------------------- | ------------------- | ------------------------ | ---------------------- |
| Prolog               | Michael Matthews     | Michael Matthews       | Michael Matthews      | –                   | Tom Bohli                | BMC Racing Team        |
| 1                    | Omar Fraile          | Primož Roglič          | Primož Roglič         | Marco Minnaard      | Egan Bernal              | BMC Racing Team        |
| 2                    | Thomas De Gendt      | Primož Roglič          | Thomas De Gendt       | Marco Minnaard      | Egan Bernal              | BMC Racing Team        |
| 3                    | Egan Bernal          | Primož Roglič          | Thomas De Gendt       | Marco Minnaard      | Egan Bernal              | BMC Racing Team        |
| 4                    | Jakob Fuglsang       | Primož Roglič          | Thomas De Gendt       | Thomas De Gendt     | Egan Bernal              | UAE Team Emirates      |
| 5                    | Pascal Ackermann     | Primož Roglič          | Thomas De Gendt       | Thomas De Gendt     | Egan Bernal              | UAE Team Emirates      |
| Klasyfikacja końcowa | Klasyfikacja końcowa | Primož Roglič          | Thomas De Gendt       | Thomas De Gendt     | Egan Bernal              | UAE Team Emirates      |

## Klasyfikacje końcowe

### Klasyfikacja generalna
| M-ce | Zawodnik          | Zespół             | Czas        |
| ---- | ----------------- | ------------------ | ----------- |
| 1.   | Primož Roglič     | Team LottoNL-Jumbo | 17h 09' 00" |
| 2.   | Egan Bernal       | Team Sky           | + 8"        |
| 3.   | Richie Porte      | BMC Racing Team    | + 35"       |
| 4.   | Jakob Fuglsang    | Trek-Segafredo     | + 1' 16"    |
| 5.   | Rui Costa         | UAE Team Emirates  | + 1' 23"    |
| 6.   | Steven Kruijswijk | Team LottoNL-Jumbo | + 2' 32"    |
| 7.   | Rohan Dennis      | BMC Racing Team    | + 2' 49"    |
| 8.   | Pierre Latour     | Ag2r-La Mondiale   | + 2' 49"    |
| 9.   | Emanuel Buchmann  | Bora-Hansgrohe     | + 3' 09"    |
| 10.  | Daniel Martin     | UAE Team Emirates  | + 3' 12"    |
|      |                   |                    |             |
| 55.  | Paweł Poljański   | Bora-Hansgrohe     | + 19' 06"   |

| M-ce | Zawodnik        | Zespół                    | Punkty |
| ---- | --------------- | ------------------------- | ------ |
| 1.   | Thomas De Gendt | Lotto Soudal              | 43     |
| 2.   | Egan Bernal     | Team Sky                  | 36     |
| 3.   | Hugh Carthy     | EF Education First–Drapac | 33     |
| 4.   | Primož Roglič   | Team LottoNL-Jumbo        | 27     |
| 5.   | Mikel Nieve     | Mitchelton-Scott          | 21     |

| M-ce | Zawodnik        | Zespół             | Punkty |
| ---- | --------------- | ------------------ | ------ |
| 1.   | Thomas De Gendt | Lotto Soudal       | 112    |
| 2.   | Primož Roglič   | Team LottoNL-Jumbo | 81     |
| 3.   | Egan Bernal     | Team Sky           | 80     |
| 4.   | Sonny Colbrelli | Bahrain-Merida     | 74     |
| 5.   | Pierre Latour   | Ag2r-La Mondiale   | 56     |

| M-ce | Zawodnik        | Zespół                    | Czas        |
| ---- | --------------- | ------------------------- | ----------- |
| 1.   | Egan Bernal     | Team Sky                  | 17h 09' 08" |
| 2.   | Daniel Martínez | EF Education First–Drapac | + 3' 26"    |
| 3.   | David Gaudu     | Groupama–FDJ              | + 4' 28"    |
| 4.   | Merhawi Kudus   | Dimension Data            | + 5' 13"    |
| 5.   | Lucas Hamilton  | Mitchelton-Scott          | + 5' 56"    |

| M-ce | Zespół                    | Czas        |
| ---- | ------------------------- | ----------- |
| 1.   | UAE Team Emirates         | 51h 35' 39" |
| 2.   | Astana Pro Team           | + 1' 17"    |
| 3.   | Team Sky                  | + 2' 12"    |
| 4.   | Bahrain-Merida            | + 3' 31"    |
| 5.   | EF Education First–Drapac | + 6' 17"    |